# دينك كارول
دينك كارول هو صحفي كندي، ولد في 12 نوفمبر 1899 في جيلف في كندا، وتوفي في 8 أبريل 1991 في مونتريال في كندا.